# Дружбовский сельский совет (Ивановский район)
Дружбовский сельский совет (укр. Дружбівська сільська рада) — входит в состав
Ивановского района
Херсонской области
Украины.
Административный центр сельского совета находится в 
с. Дружбовка
.

## История
- 1830 — дата образования.

## Населённые пункты совета
- с. Дружбовка